# Drammenselva
Il Drammenselva, o fiume di Drammen, è un fiume della Norvegia che scorre nella contea di Buskerud. Lungo 48 km, appartiene al sistema fluviale Drammensvassdraget che, con i suoi 308 km, è il quinto più lungo del Paese.

## Corso del fiume

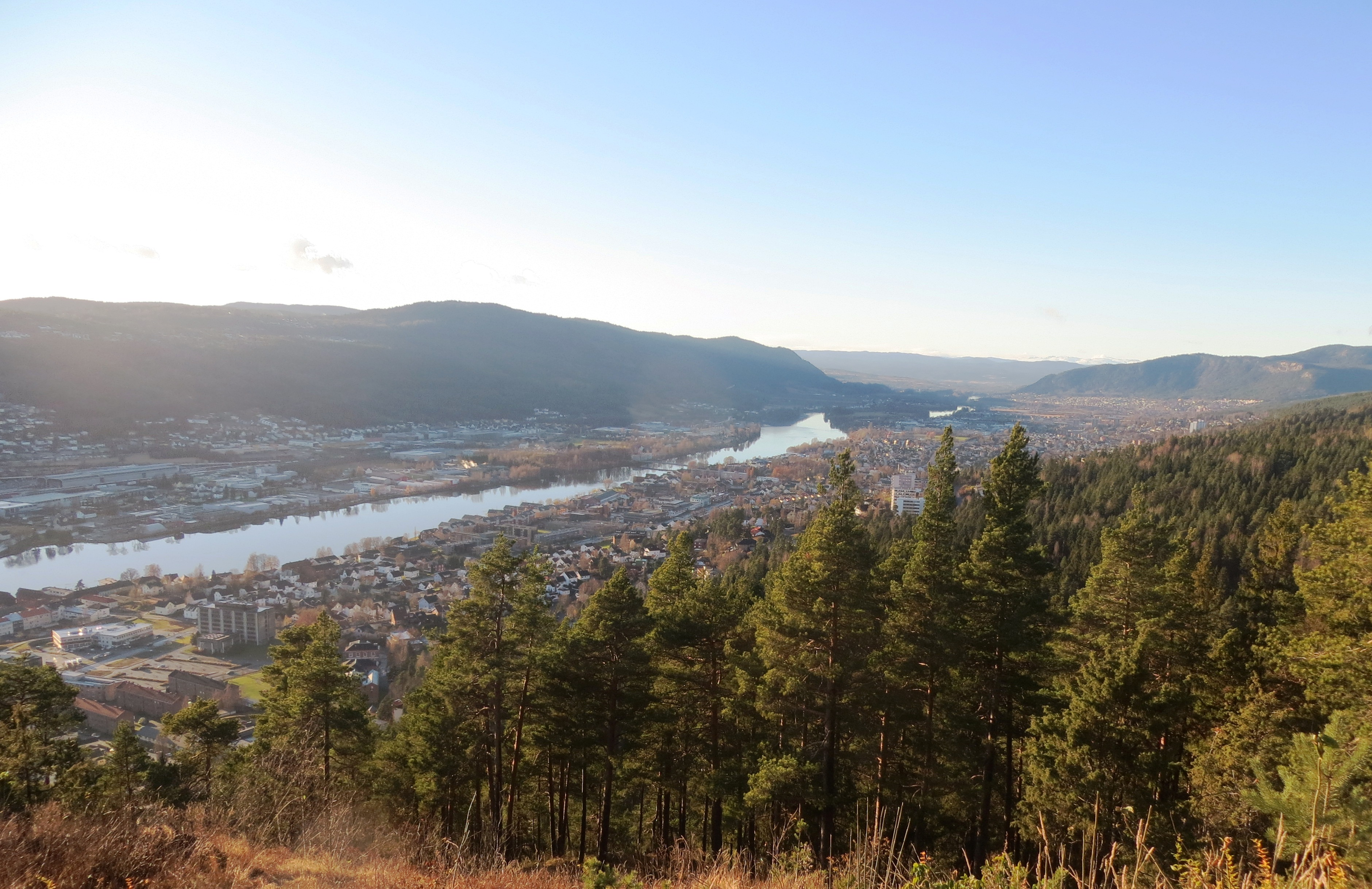
Il Drammenselva a Drammen.

Il fiume sorge dal lago Tyrifjorden nei pressi di Vikersund, nel comune di Modum. Scorre poi per 48 km verso il Drammensfjord (ramo occidentale dell'Oslofjord) dove sfocia a Drammen attraversandone il centro cittadino. Il fiume costituisce la parte terminale del sistema fluviale Drammensvassdraget, uno dei principali in Norvegia, esteso anche nelle contee di Innlandet e Vestfold, con un bacino di drenaggio di 17 113 km², una lunghezza totale pari a 308 km ed una portata alla foce pari a 314 m³/s.
Lungo il suo corso il fiume raccoglie le acque degli affluenti Snarumselva, Simoa e Bingselva, tutti da destra. Alcune cascate e rapide si sviluppano lungo il Drammenselva; le più importanti sono Vikerfoss, Geithusfoss, Kattfoss, Gravfoss, Embretsfoss, Døvikfoss e Hellefoss.
Il fiume attraversa i comuni di Modum, Øvre Eiker, Nedre Eiker e Drammen.

## Sviluppo ed utilizzo
Per secoli il Drammenselva è stato utilizzato per il trasporto fluviale del legname. Dal 1850 circa molte segherie sorsero lungo il corso inferiore del fiume, mentre il prodotto semilavorato veniva esportato tramite il porto di Drammen. Nel XX secolo queste attività aumentarono parecchio l'inquinamento del fiume, finché negli anni '60 e '70 molte cartiere chiusero e il livello di inquinamento diminuì nuovamente.
Alcune centrali idroelettriche, di proprietà della EB Kraftproduksjon, sorgono lungo il corso del fiume:
- nei pressi di Hokksund nel comune di Øvre Eiker, per sfruttare il salto idrico della cascata Hellefoss;
- a Åmot nel comune di Modum, lungo le cascate Døvikfoss e Embretsfoss;
- a Geithus nel comune di Modum, lungo le cascate Gravfoss e Geithusfoss.

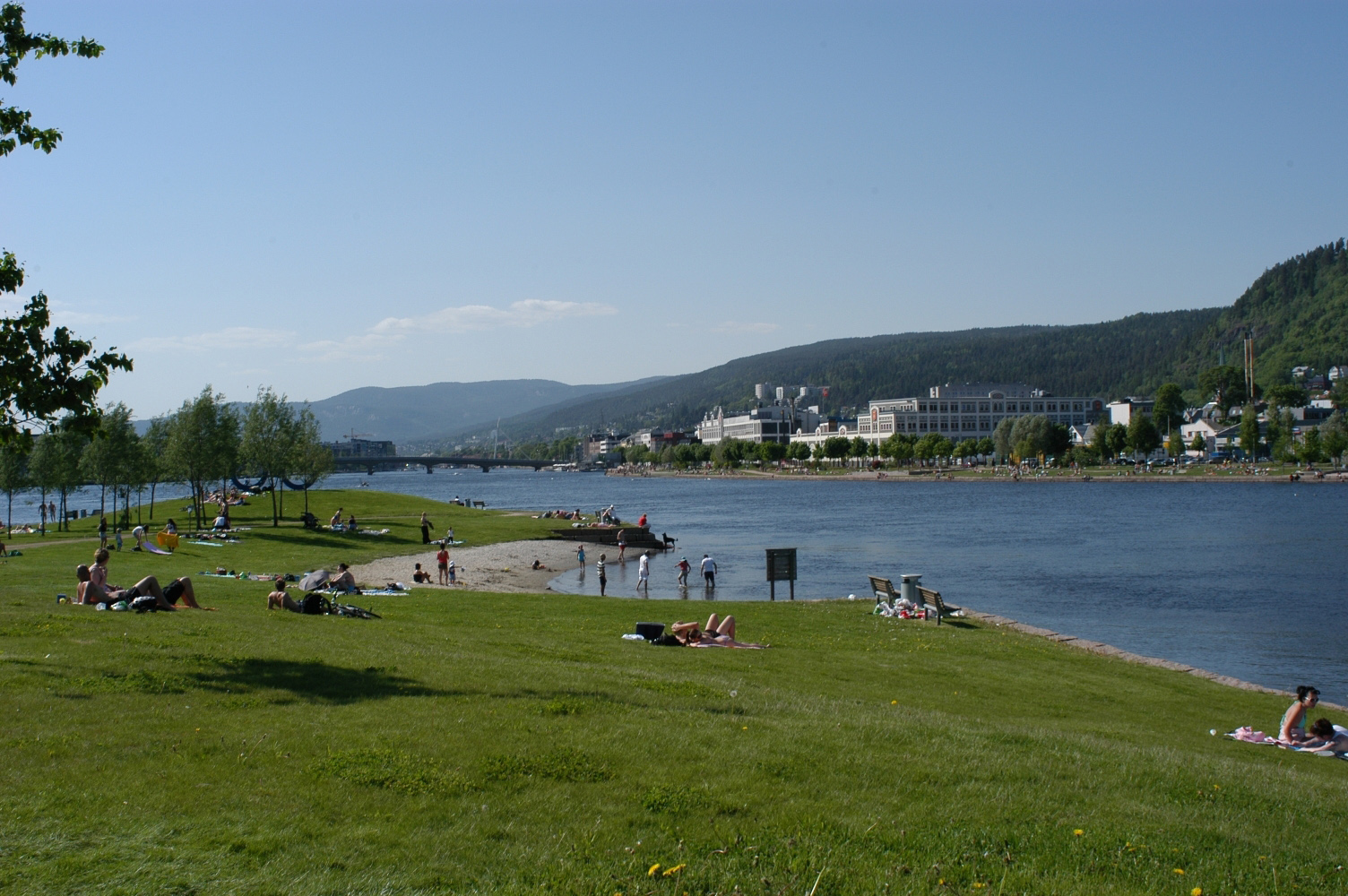
Il Bragernes elveparken a Drammen.

In seguito al declino dell'industria cartaria, parecchi parchi sono stati creati lungo il corso del fiume, soprattutto nel tratto compreso tra la città di Drammen e il ponte di Holmen. Queste aree sono utilizzate come zone di ricreazione, oltre che per la pesca sportiva al salmone. Una di queste, nota come Bragernes elvepark ("parco fluviale di Bragernes"), è inoltre rinomata per il festival del fiume di Drammen (Drammen Elvefestival), organizzato con cadenza annuale, caratterizzato da eventi come concerti, gare con zattere ed altri.